# 16. Feld-Division
16. Feld-Division foi uma divisão de campo da Luftwaffe que prestou serviço durante a Segunda Guerra Mundial, combatendo com a Heer.

## Comandantes
- Otto von Lachemair, Dezembro de 1942 - 21 de Agosto de 1943[1]
- Karl Sievers, 22 de Agosto de 1943 - 23 de Setembro de 1943[1]